# Bystrý Kriš
Bystrý (nebo Rychlý) Kriš (maďarsky Sebes-Körös, rumunsky Crișul Repede, německy Schnelle Kreisch) je 209 km dlouhá řeka v Sedmihradsku (Transylvánie) v Rumunsku a dále ve východním Maďarsku. Největším městem na toku je Velký Varadín (Oradea).

## Popis
Řeka pramení v rumunské župě Kluj, protéká župou Bihor (rumunsky Județ) a poté v Maďarsku župami Hajdú-Bihar a Békés. U obce Szeghalom se do řeky zprava vlévá řeka Berettyó. Řeka ústí u obce Köröstarcsa do řeky Kriš (maďarsky Körös).
Podél toku řeky, od pramene až k jejímu ústí leží tato města a obce:
- v Rumunsku – Oradea, Girișu de Criș, Toboliu
- v Maďarsku – Körösszegapáti, Körösnagyharsány, Körösszakál, Magyarhomorog, Komádi, Körösújfalu, Újiráz, Vésztő, Szeghalom, Körösladány, Köröstarcsa.